# Iwanowskoje (rejon staroruski)
Iwanowskoje (ros. Ивановское) – wieś (dieriewnia) w Rosji, w obwodzie nowogrodzkim, w rejonie staroruskim. W 2010 liczyła 142 mieszkańców.